# Воля-Пшерембська
Воля-Пшерембська (пол. Wola Przerębska) — село в Польщі, у гміні Масловиці Радомщанського повіту Лодзинського воєводства.
Населення — 129 осіб (2011).
У 1975-1998 роках село належало до Пйотрковського воєводства.

## Демографія
Демографічна структура станом на 31 березня 2011 року:
|          | Загалом | Допрацездатний вік | Працездатний вік | Постпрацездатний вік |
| -------- | ------- | ------------------ | ---------------- | -------------------- |
| Чоловіки | 54      | 11                 | 35               | 8                    |
| Жінки    | 75      | 15                 | 36               | 24                   |
| Разом    | 129     | 26                 | 71               | 32                   |